# Arrigo da Settimello
Arrigo, ovvero Arrighetto da Settimello (nome latino Henricus Septimellensis, Henricus Pauper; fl. XII secolo), è stato un poeta italiano del XII secolo.
Nacque a Settimello, frazione del comune di Calenzano, fu di origini modeste e studiò a Bologna. Fu autore nel 1193 del poema latino in distici elegiaci De diversitate fortunae et philosophiae consolatione noto anche col nome di Liber Henrici o Elegia (sive miseria) (nell'antica traduzione italiana "Trattato contro all'avversità della fortuna"). Quest'opera tratta della volubilità della sorte messa in contrapposizione al fermo e sicuro sollievo che viene dalla filosofia. È composta da mille versi e fu molto popolare nel Medioevo. Il tema è l'instabilità e l'imprevidibilità della Fortuna e della capacità della "filosofia" di "dare all'uomo la coscienza della sua autonomia morale" (Angelo Monteverdi). Il modello classico ispiratore fu il De consolatione philosophiae di Boezio (testo cardine di tutta la cultura medievale) ma sono presenti le suggestioni di altri autori, sia della latinità antica (Virgilio, Orazio, Ovidio eccetera) e sia della più recente poesia mediolatina (Gualtiero di Châtillon, Matteo di Vendôme eccetera)

## Opera
- Elegia